# Szczurowiec
Szczurowiec (Uromys) – rodzaj ssaków z podrodziny myszy (Murinae) w obrębie rodziny myszowatych (Muridae).

## Rozmieszczenie geograficzne
Rodzaj obejmuje gatunki występujące w Australii i na Nowej Gwinei.

## Morfologia
Długość ciała (bez ogona) 170–382 mm, długość ogona 130–400 mm, długość ucha 16–40 mm, długość tylnej stopy 37–80 mm; masa ciała 170–1020 g.

## Systematyka
Rodzaj zdefiniował w 1867 roku niemiecki zoolog Wilhelm Peters w artykule zatytułowanym Nowy rodzaj gryzoni „Uromys” z północnej Australii, opublikowanym w czasopiśmie „Monatsberichte der Königlichen Preussische Akademie des Wissenschaften zu Berlin”. Gatunkiem typowym jest (oznaczenie monotypowe) szczurowiec białoogonowy (U. caudimaculatus).

### Etymologia
- Uromys: gr. ουρα oura ‘ogon’; μυς mus, μυος muos ‘mysz’[10].
- Gymnomys: gr. γυμνος gumnos ‘goły, nagi’; μυς mus, μυος muos ‘mysz’[11]. Gatunek typowy: Gray wymienił dwa gatunki – Mus macropus J.E. Gray, 1866 (= Hapalotis caudimaculatus Krefft, 1867) i Mus (Gymnomys) celebensis J.E. Gray, 1867 – z których gatunkiem typowym jest (późniejsze oznaczenie) Mus macropus J.E. Gray, 1866 (= Hapalotis caudimaculatus Krefft, 1867).
- Cyromys: gr. κυρος kuros ‘siła, władza’[12]; μυς mus, μυος muos ‘mysz’[13]. Gatunek typowy (oryginalne oznaczenie): Mus imperator O. Thomas, 1888
- Melanomys: gr. μελας melas, μελανος melanos ‘czarny’; μυς mus, μυος muos ‘mysz’[4]. Gatunek typowy (oznaczenie monotypowe): Melomys hadrourus Winter, 1983.

### Podział systematyczny
Do rodzaju należą następujące gatunki zgrupowane w podrodzajach:
| Podrodzaj      | Grafika | Gatunek               | Autor i rok opisu       | Nazwa zwyczajowa          | Podgatunki         | Rozmieszczenie geograficzne | Podstawowe wymiary                              | Status IUCN |
| -------------- | ------- | --------------------- | ----------------------- | ------------------------- | ------------------ | --- | ----------------------------------------------- | ----------- |
| Incertae sedis |         | Uromys siebersi       | O. Thomas, 1923         | szczurowiec wyspowy       | gatunek monotypowy | endemit Indonezji: Kai Besar (Wyspy Kai) | DC: 25–28 cm DO: 22–23 cm MC: brak danych       | DD          |
| Uromys         |         | Uromys neobritannicus | Tate & Archbold, 1935   | szczurowiec pustelniczy   | gatunek monotypowy | endemit Papui-Nowej Gwinei: Nowa Brytania (Archipelag Bismarcka); zakres wysokości: 30–500 m n.p.m.                                                        | DC: 25–30 cm DO: 24–28 cm MC: 570–730 g         | NT          |
| Uromys         |         | Uromys anak           | O. Thomas, 1907         | szczurowiec czarnoogonowy | 3 podgatunki       | Indonezja i Papua-Nowa Gwinea: wyżyny Nowej Gwinei i półwysep Huon; zakres wysokości: 850–3000 m n.p.m.                                                    | DC: 27–33 cm DO: 29–40 cm MC: 450–1020 g        | LC          |
| Uromys         |         | Uromys boeadii        | Groves & Flannery, 1994 | szczurowiec mały          | gatunek monotypowy | endemit Indonezji: Biak; być może pobliska Supiori | DC: około 25 cm DO: około 23 cm MC: brak dancyh | CR          |
| Uromys         |         | Uromys emmae          | Groves & Flannery, 1994 | szczurowiec samotny       | gatunek monotypowy | endemit Indonezji: Wyspy Padaido (Owi); być może Supiori                                                                                                   | DC: około 23 cm DO: około 26 cm MC: brak danych | CR          |
| Uromys         |         | Uromys caudimaculatus | (Krefft, 1867)          | szczurowiec białoogonowy  | gatunek monotypowy | Nowa Gwinea (wraz z Waigeo, Yapen, Wyspami d’Entrecasteaux i Aru) i Australia (północny i północno-wschodni Queensland); zakres wysokości: 0–1930 m n.p.m. | DC: 20–38 cm DO: 21–36 cm MC: 400–900 g         | LC          |
| Uromys         |         | Uromys hadrourus      | (Winter, 1984)          | szczurowiec maskowy       | gatunek monotypowy | endemit Australii (lasy deszczowe północno-wschodniego Queensland); zakres wysokości: 550–1240 m n.p.m.                                                    | DC: 17–18 cm DO: 18–20 cm MC: 170–220 g         | NT          |
| Cyromys        |         | Uromys vika           | Lavery & Judge, 2017    |                           | gatunek monotypowy | endemit Wysp Salomona: Vangunu i być może pobliskie wyspy (Archipelag Bismarcka); zakres wysokości: około 150 m n.p.m.                                     | DC: brak danych DO: brak danych MC: 290–460 g   | CR          |
| Cyromys        |         | Uromys imperator      | (O. Thomas, 1888)       | szczurowiec cesarski      | gatunek monotypowy | endemit Wysp Salomona: Guadalcanal (Archipelag Bismarcka)                                                                                                  | DC: 34–35 cm DO: 25–26 cm MC: brak danych       | CR          |
| Cyromys        |         | Uromys porculus       | O. Thomas, 1904         | szczurowiec żarłoczny     | gatunek monotypowy | endemit Wysp Salomona: Guadalcanal (Archipelag Bismarcka)                                                                                                  | DC: około 22 cm DO: około 13 cm MC: brak danych | CR          |
| Cyromys        |         | Uromys rex            | (O. Thomas, 1888)       | szczurowiec królewski     | gatunek monotypowy | endemit Wysp Salomona: Guadalcanal (Archipelag Bismarcka); zakres wysokości: 20–600 m n.p.m.                                                               | DC: 26–29 cm DO: 23–30 cm MC: około 420 g       | EN          |

Kategorie IUCN:  LC  – gatunek najmniejszej troski,  NT  – gatunek bliski zagrożenia,  EN  – gatunek zagrożony,  CR  – gatunek krytycznie zagrożony,  DD  – gatunki o nieokreślonym stopniu zagrożenia.
Opisano też gatunek wymarły z plejstocenu dzisiejszego stanu Queensland w Australii:
- Uromys aplini Cramb, Hocknull & Price, 2020